# Ekassir Osaühing
Ekassir Osaühing — естонська компанія, яка займається бізнесом у сфері платіжного та іншого банківського обладнання. Головна компанія російського виробника програмного забезпечення «Ekassir», який обслуговує російські банки, що потрапили під санкції («Сбербанк», «ВТБ» і т.д.)
У березні 2023 року НАЗК внесло компанію до переліку міжнародних спонсорів війни. Причиною стало те, що компанія продовжила роботу на ринку Росії після російського повномасштабного вторгнення в Україну.